# ابراهیم بن عبدالله شمری
ابراهیم بن عبدالله شَمَّری همچنین با نسب‌ها و شهرت‌های مشرقی و مدنی (۱۷۷۵م) فقیه حنبلی حجازی در سدهٔ دوازهم هجری/هجدهم میلادی بود. خاستگاهش سدیر، نجد بود. نزد خاندانش به مشرقی و در دوران جلوتر به فرضی شهرت یافت. العذب الفائض، شرح ألفاظ الفرائض از آثار اوست.